# Информационно замърсяване
Информационното замърсяване e заразяването на информационното снабдяване с неуместна, нежелана, излишна и нискостойностна информация. Разпространението на ненужна и нежелана информация може да има отрицателно въздействие върху човешката дейност. Смята се за един от неблагоприятните ефекти от информационната революция.

## Преглед
Замърсяването е голям проблем, който нараства с бързи темпове. По-голямата част от съвременните описания за замърсяването на информацията се отнасят за методи на комуникация чрез използването на компютър, като например електронна поща, незабавни съобщения (IM – instant messaging) и RSS емисии. Терминът придобива особено значение през 2003 г., когато Якоб Нилсен, водещ експерт в използването на мрежата, публикува редица статии, обсъждащи темата. Хората използват информация, за да вземат решения и да се приспособят към обстоятелствата. Чрез направени когнитивни изследвания, учените са изчислили колко информация хората могат да обработят, преди качеството на техните решения да се влоши. Прекаляването с информация е общоизвестно като претоварване на информацията и може да доведе до затруднено вземане на решение, когато лицето не е в състояние да направи преценка, тъй като вече не може да види какво е относимо. Въпреки че технологията влошава проблема, тя не е единствената причина за „замърсяването на информацията“. Всичко, което отвлича вниманието ни от съществените факти, от които се нуждаем, за да изпълним задача или да вземем решение, може да се счита за информационен замърсител.
Използването на понятието „замърсяване на информацията“ също се появява в информационната революция, започнала през последната четвърт на 20 век и индустриалната революция от 18-и до 19 век. Информационното замърсяване се разглежда като еквивалентно на замърсяването на околната среда, предизвикано от промишлените процеси. Някои автори твърдят, че сме изправени пред криза на свръхнатовареността на информацията с глобални пропорции в същия мащаб на заплахите, пред които е изправена околната среда. Други изразяват необходимостта от разработването на информационна екология, която да отразява начините за управление на околната среда.

## Проява на информационното замърсяване
Въпреки че информационното замърсяване може да се представи в много форми, неговите проявления могат да бъдат групирани в общи линии в такива, които предизвикват разрушение, и такива, които оказват влияние върху качеството на информацията.
Типични примери, които информационните замърсители включват са нежеланите електронни съобщения (спам) и незабавни съобщения, особено когато се използват на работното място. Мобилните телефони (тонове на звънене и реален разговор) могат да бъдат много разсейващи в определени среди. Прекъсването на информационното замърсяване не винаги се основава на технологиите. Общ пример е нежеланата публичност във всеки формат. Непрекъснатите съобщения също представляват ненужно разсейване, като например излишните надписи по картите.
Също така, доставката на информация може да бъде замърсена, когато качеството на информацията се намали. Това може да се дължи на това, че самата информация е неточна или не е актуална, но също така се случва, когато информацията е лошо представена. Например, когато съобщенията са неясни, или когато се появяват в лошо организирани документи, които затрудняват читателя да разбере значението им. Този вид информационно замърсяване може да бъде разгледано в контекста на качеството на информацията. Друг пример е в работата на правителството. Законите и регламентите в много агенции са в процес на бързи промени и преговори. Правителствените наръчници и други източници, използвани за тълкуването на тези закони, често са остарели, което може да доведе до погрешно информиране на обществеността, а предприятията да не спазват регулаторните закони.

## Причини и източници

### Културни фактори
Редица културни фактори допринасяр за нарастването на информационното замърсяване:
Информацията се разглежда традиционно като нещо добро. Ние сме свикнали с твърдения като „не можете да имате твърде много информация“, „колкото повече информация е по-добре“ и „информацията е власт“. Издателската и маркетинговата индустрия са били използвани за отпечатване на прекомерни екземпляри от книги, списания и брошури, независимо от търсенето на клиентите, в случай, че са необходими.
Тъй като новите технологии улесниха информацията да достигне до най-отдалечените краища на планетата, видяхме демократизация на обмена на информация. Това се възприема като знак за напредък и за положителна стъпка към преодоляване на разделението между бедната и богата информация. Влияние оказва и увеличаването на обема на информацията, което затруднява разделянето на ценната от ненужната информация.

### Ролята на информационните технологии
Както вече беше споменато, информационното замърсяване може да съществува без технология, но технологичният напредък на 20 век и по-специално интернетът са изиграли ключова роля за увеличаването на информационното замърсяване. Блоговете, социалните мрежи, личните уебсайтове и мобилните технологии допринасят за увеличаването на нивата на „шума“. Някои технологии се разглеждат като особено натрапчиви (или замърсяващи), например бързите съобщения. Понякога нивото на замърсяване, което се причинява, зависи от средата, в която се използва инструментът. Например, електронната поща е вероятно да причини повече замърсяване на информацията, когато се използва в корпоративна среда, отколкото в частния сектор. Мобилните телефони е по-вероятно да бъдат особено разрушителни, когато се използват в затворено пространство като влакове, метро и др.

## Влияние
Въздействието на информационното замърсяване може да се види на редица нива, от индивида до обществото като цяло. Въздействието върху търговска организация вероятно може да бъде особено вредно.

### Влияние върху отделния индивид
На лично ниво, замърсяването на информацията ще повлияе на способността на индивида да оценява вариантите и да намери подходящи решения. В най-крайния случай това може да доведе до претоварване на информацията и това на свой ред до тревожност, затруднено вземане на решението и стрес. Също така изглежда, че има известни отрицателни ефекти върху процеса на учене.

#### Влияние върху обществото
Освен въздействието върху индивида, някои автори твърдят, че замърсяването и претоварването на информацията могат да доведат до загуба на перспективни и морални ценности. Този аргумент е използван за обясняване на безразличното поведение, което съвременното общество проявява към определени теми като научни открития, здравни предупреждения или политика. Поради ниското качество и голямото количество получена информация хората стават все по-малко чувствителни към заглавията и по-цинични към съобщенията.
Вземането на решения е ключова част от света на бизнеса. Информационното замърсяване може да доведе до натоварване на служителите с прекалена информацията и стрес, а това да доведе до по-бавни или неадекватни решения. Повишеното време за обработка на информацията лесно се превръща в загуба на производителност и приходи. Неправилното вземане на решения също увеличава риска от критични грешки. Прекъсването на работата, причинено от електронната поща и бързите съобщения, също може да доведе до значителни загуби на време и ефективност.

## Възможни решения
Има редица предложения за решаване на проблема със замърсяването на информацията. Те варират от тези, базирани на техники за лично и организационно управление, до типа, базиран на технологията.
- Сред алтернативите, базирани на технологиите, са използването на системи за подпомагане на вземането на решения и панели за контрол на интернет, които позволяват да се даде приоритет на информацията. Също така се препоръчва технологиите, които създават чести прекъсвания, да бъдат заменени с по-малко „замърсяващи“ опции.
- На организационно ниво, някои от предложените решения включват прилагане на политики за използване на електронна поща и разработването на стратегия за осигуряване на цялостна информация, подобна на съществуващите рамки за осигуряване на качеството. Техники за управление на времето и управление на стреса могат да се прилагат на лично или организационно ниво. Това би означавало да се определят приоритети и да се сведат до минимум възможностите за прекъсване. Като индивид, писането ясно и кратко би допринесло и за намаляване на ефектите от замърсяване на информацията върху другите.